# عملیات مهد کودک
عملیات مهد کودک فیلمی به کارگردانی و نویسندگی فرزاد اژدری و تهیه‌کنندگی رؤیا شریف محصول سال ۱۳۹۱ است.

## خلاصه فیلم
داستان فیلم روایتگر چند کودک است که برای جلب توجه والدینشان دست به کار بزرگی می‌زنند و…

## بازیگران
- کیمیا حسینی  در نقش فوفو
- حسام نواب صفوی  در نقش اردلان
- اکبر عبدی  در نقش فافا
- علیرضا خمسه  در نقش قربان
- فرزاد حسنی  در نقش جهانگیر
- امیرحسین رستمی  در نقش نادر
- سروش صحت  در نقش یاسر
- بهنوش بختیاری  در نقش کیانا
- لیلا بلوکات  در نقش طلا
- مریم سعادت در نقش خانم کیا
- شمسی فضل الهی    در نقش عزیز جون
- نرگس محمدی  در نقش فریبا
- شبنم فرشادجو در نقش هستی
- رویا شریف  در نقش شهره
- مجید شهریاری  در نقش رئیس اداره یاسر
- ژاکلین آواره  در نقش خانم سرابی
- یاس نوروزی در نقش نیکا
- ساینا اژدری  در نقش ترنم
- مینا سادات آتشی  در نقش آيدا
- ایلیا مجیدی  در نقش سپهر
- دانیال ابوطالب  در نقش نیما
- بردیا گل محمدی در نقش بردیا